# Японская меланостигма
Японская меланостигма (лат. Melanostigma japonicum) — вид морских лучёпёрых рыб рода меланостигм из семейства бельдюговых.

## История изучения
Голотип (самка с икрой), изначально определённый как особь другого тихоокеанского вида меланостигм M. orientale, был выловлен тралом судна Kotaka Maru в заливе Тоса (Филиппинское море, юг острова Сикоку) в 1988 году с глубины 700−720 м. Образец был описан благодаря визиту японского ихтиолога Рио Мисавы в ЗИН РАН, взявшему с собой образец, хранившийся в коллекции Университета города Коти, и позволившему изучить его российскому ихтиологу А. В. Балушкину. В ходе исследования было установлено, что первоначальное описание образца как необычной особи с 110 позвонками (при этом с типичным для M. orientale числом лучей в плавниках) было ошибочным, а реальное число позвонков составило 100 шт.
Видовое название japonicum отсылает как к обнаружению рыбы в японской акватории, так и к большому вкладу японских исследователей в открытии и изучении таксона.

## Описание
Рыба с низким, удлинённым и уплощённым телом; длина голотипа — 98 мм. Кожа полупрозрачная, нежная и подвижная, лишённая чешуи, с развитым желеобразным слоем. Рыльный подъём очень крутой. Рот конечный, разрез слегка скошен, задний край не доходит до вертикали зрачка. Зубы подвижные, конические, во внешнем ряду очень большие, клыковидные, часть не скрыта губами, направлена вперёд. Сошник и нёбо озублены. Небольшое жаберное отверстие открывается выше грудного плавника. Жаберных лучей шесть, жаберные тычинки простые. В спинном плавнике 95 лучей, в анальном — 80, в хвостовом — 10, в грудных — по 7.
В позвоночном столбе 100 позвонков (20 туловищных и 80 хвостовых). Позвонки амфицельные, с крупными невральными дугами и большими зигапофизами. При сочленении презигапофизы покрывают постзигапофизы предшествующего позвонка. Парапофизы становятся различимы с третьего позвонка. Гипуральные пластинки срощены с уростилярным позвонком. Предуростилярный позвонок без верхнего остистого отростка,  epurale (слабо окостеневшее) над ним не нависает.
Сейсмосенсорная система представлена инфраорбитальным, преоперкуло-мандибулярным (в обоих по пять пор) и супраорбитальным (она пора) каналами. Супратемпоральная коммиссура слабо развита, имеет вид коротких слепых трубочек, отходящих медиально от темпоральных каналов.
Тело светлое, передняя часть головы тёмно-коричневая. Меланофоры редкие, присутствуют в верхней части головы. Грудные и хвостовой плавники светлые. В чёрный цвет окрашены трубочки ноздрей, ротовая и жаберная полость, перитонеум, при этом лепестки жабр белые.

## Биология
Биология вида слабо изучена. Единственный достоверно относящийся к виду образец является выловленной в июне самкой с мелкой (08-09 мм) зрелой икрой элипсовидной формы.

## Классификация
Согласно Андерсону, род меланосом делится на более примитивные крупные и прогрессивные мелкие (до 140 мм) виды с ранним сроком наступления половозрелости; японская меланосома относится ко второй группе. Кроме того, вместе с M. atlanticum, M. inexpectatum, M. kharini и M. orientale, японская меланостигма относится к группе многопозвоночных видов меланостигмы (т. е. видов, общее число позвонков которых не опускается ниже 93). 